# Ruth Peschel
Ruth Peschel (* 29. März 1933 in Torgau; † 18. Dezember 2022 in Brieselang) war eine deutsche Grafikerin und Illustratorin.

## Leben und Werk
Ruth Peschel absolvierte ab 1949 eine Lehre als Keramikmalerin und arbeitete bis 1952 in ihrem Beruf. Von 1952 bis 1957 studierte sie bei Theo Balden, Arno Mohr, Ernst Jazdzewski und Werner Klemke an der Kunsthochschule Berlin-Weißensee. Dabei lernte sie Rudolf Peschel kennen, den sie heiratete. Nach dem Studium zogen beide auf Einladung des Bildhauers Hans Klakow nach Brieselang. Dort arbeitete Ruth Peschel gemeinsam mit ihrem Mann als freischaffende Grafikerin und Illustratorin. Bekannt wurden vor allem ihre Buchillustrationen von Fach- und didaktischer Literatur mit z. T. großen Auflagen.
Ruth Peschel war von 1957 bis 1990 Mitglied des Verbands Bildender Künstler der DDR.
Nach einer Ausschreibung der Kreisverwaltung entwarf sie das 1995 eingeführte neue Wappen des Landkreises Havelland.
Das Grab Ruth und Rudolf Peschels befindet sich auf dem Waldfriedhof Brieselang.
Ihr Sohn Martin Peschel ist Lehrer.

## Ehrungen
- 1964, 1972, 1973 und 1974: Auszeichnung im Wettbewerb Schönste Bücher der DDR
- Preis des Ministeriums für Kultur (für die Illustration zu Herbert Kürth, Aribert Kutschar: Baustilfibel. Bauwerke und Baustile von der Antike bis zur Gegenwart. Volk und Wissen Verlag, 1965. Mit Rudolf Peschel)

## Weitere Buchillustrationen mit Rudolf Peschel (mutmaßlich unvollständig)
- Georg Piltz: Streifzug durch die deutsche Baukunst. Der Kinderbuchverlag Berlin, 1973
- Rudolf Virchow: Auf den Spuren der Antike. Heinrich Schliemanns Berichte über seine Entdeckungen in der griechischen Welt. Verlag der Nation, Berlin, 1974
- Herbert Kürth, Aribert Kutschar: Bauwerke und Baustile. Architektur von der Antike bis zur Gegenwart. 1976, Verlag Volk und Wissen, Berlin, 1976
- Marga Arndt u. a.: Pflanzen- und Tierpflege im Kindergarten. Eine methodische Handreichung. Verlag Volk und Wissen, Berlin, vor 1984

## Ausstellungen (unvollständig)

### Personalausstellungen
- 1980: Potsdam, Staudenhofgalerie (mit Rudolf Peschel, Konrad Schönfeld und Claus Schulze)

### Teilnahme an zentralen und wichtigen regionalen Ausstellungen in der DDR
- 1965: Berlin, Deutsche Akademie der Künste („Junge Künstler. Gebrauchsgraphik“)
- 1967/1968, 1977/1978 und 1987/1988: Dresden, VI. Deutsche Kunstausstellung und VIII. und X. Kunstausstellung der DDR
- 1979: Berlin, Ausstellungszentrum am Fernsehturm („Buchillustrationen in der DDR. 1949 – 1979“)
- 1985: Potsdam, Bezirkskunstausstellung